# Bolcheviks
Pour les articles homonymes, voir Bolchevik (homonymie).

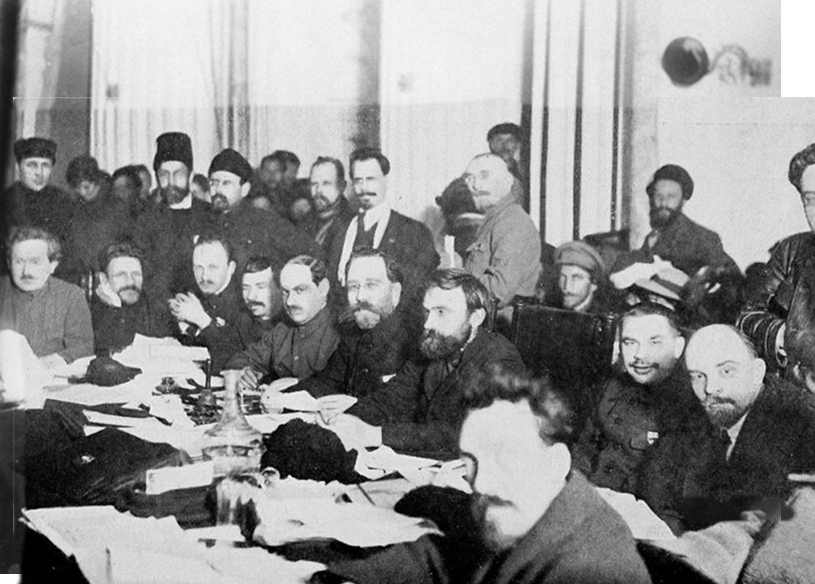
Réunion du Présidium du Parti communiste russe en 1920, avec Lénine, en premier rang à droite. Le P.C. russe est la transformation en mars 1918 de l'ancien parti bolchevik.

Les bolcheviks, bolchéviks, bolcheviques, ou bolchéviques [bɔlʃevik] (du russe : большеви́к [bəlʲʂɨˈvʲik], litt. « majoritaire ») sont les membres d'une des deux factions du Parti ouvrier social-démocrate de Russie (POSDR), l'autre étant composée des mencheviks (litt. « minoritaires »). La faction bolchevique est créée en 1903 sous la direction de Lénine. Elle est majoritaire au sein du POSDR en 1903, d'où son nom en russe, et devient un parti indépendant en 1912. Les bolcheviks prônent l'organisation d'un parti de cadres, formé de révolutionnaires professionnels, par opposition aux mencheviks qui, autour de Julius Martov, préconisent un parti de masse, où l'adhésion est ouverte au plus grand nombre.
Après la révolution russe de février 1917, les bolcheviks prennent le pouvoir au nom des soviets en octobre 1917 dans le cadre de la république socialiste fédérative soviétique de Russie. En mars 1918, le Parti bolchevique est renommé « Parti communiste ». Après la mise en place de l'Union des républiques socialistes soviétiques (URSS) en 1922, il devient le Parti communiste de l'Union soviétique (PCUS), ajoutant jusqu'en 1952 à ce nom l'adjectif « bolchevik » (placé entre parenthèses).

## Historique

### Création de la tendance bolchevique
En 1883 à Genève, les premiers marxistes russes, Gueorgui Plekhanov, Véra Zassoulitch et Pavel Axelrod créent le Groupe pour la libération du travail. En 1898, lors d'un congrès clandestin réuni à Minsk unifiant d'autres organisations révolutionnaires, ils constituent le Parti ouvrier social-démocrate de Russie. En 1901, avec leurs cadets Lénine et Martov, ils créent l'Iskra (« L'Étincelle »), qui se fixe comme objectif d'introduire les idées socialistes dans la classe ouvrière russe. Soumis à la répression de l'appareil policier tsariste, ce parti se veut centralisé, discipliné, et la plupart de ses militants sont clandestins.
La scission qui donne naissance à la fraction bolchevique se produit en 1903, lors du deuxième congrès du parti (en), qui se tient à Bruxelles puis à Londres. Le parti adopte un programme rédigé par Plekhanov et Lénine, qui donne le mot d'ordre de « dictature du prolétariat », « condition indispensable de la révolution sociale ».
Cependant, c'est sur la question des statuts du parti que se fait la division. Lénine propose que l'adhésion au parti soit réservée à ceux qui « participent activement à l'une de ses organisations », Martov, à ceux qui adhèrent au programme du congrès. Derrière ces formulations est en jeu la conception d'un parti constitué de révolutionnaires professionnels pour Lénine, ou au contraire d'un parti de masse, largement ouvert à l'intelligentsia, pour Martov.

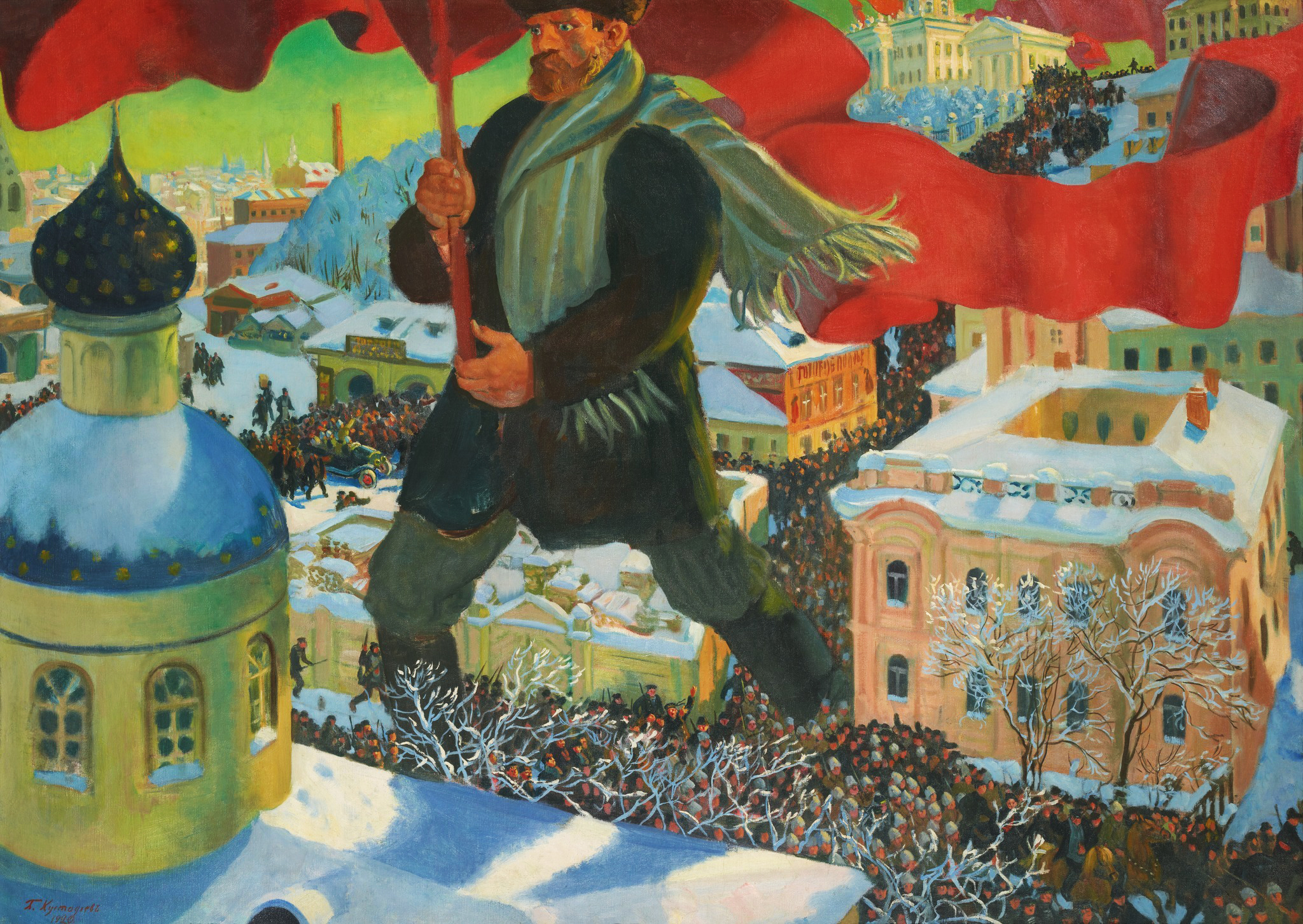
Le Bolchevik, de Boris Koustodiev.

Les noms « bolchevik » et « menchevik » peuvent provenir respectivement des mots russes большиe - bolchiyé (« maximal, radical ») ou большинство - bolchinstvo (« majorité »), et меньшиe - menchiyé (« minimal, modéré ») ou меньшинство - menchinstvo (« minorité »). Les sources antérieures à 1917 donnent le plus souvent la première étymologie en référence aux positions politiques des uns et des autres au sein du Parti ouvrier social-démocrate de Russie, tandis que les sources postérieures à 1917, soviétiques et communistes, donnent massivement la seconde étymologie en référence au fait que les bolcheviks eurent à plusieurs reprises la majorité dans les congrès du POSDR.
Vivement critiquée dans l'Internationale, notamment par Rosa Luxemburg, qui dénonce le « danger bureaucratique de l'ultracentralisme », la conception de Lénine remporte toutefois des succès en Russie : en 1905, il y a 8 000 bolcheviks dans les organisations clandestines (à mettre en comparaison avec les 12 000 mencheviks à la même époque et les socialistes-révolutionnaires, qui étaient encore plus nombreux).

### Révolution de 1905 et fusion
Lors de la révolution de 1905, le parti peut faire de la propagande ouvertement ; les querelles du passé semblent de peu d'importance devant les tâches du moment. Un accord est trouvé entre Lénine et Martov, et un congrès d'unification se réunit en avril 1906. Selon Pierre Broué, le congrès de Londres en 1907, à majorité bolchevique, est élu par 77 000 militants. Mais avec le reflux de la révolution, beaucoup de militants abandonnent leur activité et le parti s'effondre, passant à moins de 10 000 militants en quelques années.
Rapidement, les divergences entre bolcheviks et mencheviks ressurgissent, les mencheviks voulant orienter le parti vers l'action parlementaire sans pouvoirs législatifs organisée par le gouvernement tsariste (une Douma d'État), l'action clandestine leur semblant sans perspectives. Ils préconisent l'alliance avec la bourgeoisie progressiste qui s'apprête à partager le pouvoir avec le tsar. Lénine écrit « Le prolétariat lutte, la bourgeoisie se faufile vers le pouvoir », à propos de la tactique de la classe ouvrière et de la tactique de la bourgeoisie libérale. Alexandre Martynov écrit que le parti doit « pousser en avant la démocratie bourgeoise ». Les bolcheviks préconisent la reprise du travail clandestin dans les centres industriels commencé avant 1905. Ils appellent au boycott de la Douma, en se fixant le but de faire tomber cette « caricature » de représentation populaire. Les mencheviks, au contraire, décident de ne pas faire échec à la Douma ; ils estiment d'ailleurs nécessaire d'y entrer.

### Scission de 1912
À partir de 1912, le mouvement ouvrier reprend en Russie, des manifestations étudiantes puis des grèves ouvrières se multiplient (400 000 grévistes le 1er mai 1911). Lénine estime qu'il faudra un parti fortement structuré pour organiser le mouvement révolutionnaire et il est convaincu que les bolcheviks sont en train de gagner la majorité du mouvement ouvrier. Il défend en conséquence la scission avec les mencheviks sur le plan organisationnel.
Le 18 janvier 1912, à la conférence de Prague, les bolcheviks décident de l'exclusion des mencheviks et de la création de « noyaux sociaux-démocrates illégaux entourés d'un réseau aussi étendu que possible de sociétés ouvrières légales ».

### Idées du parti bolchevik
Les bolcheviks se refusent résolument à reconnaître que la bourgeoisie russe est capable de mener à bien sa propre révolution et poussent au contraire à une alliance entre les paysans et les ouvriers pour mener à bien la révolution socialiste.
À l'opposé, les mencheviks, pour qui le socialisme doit être atteint de manière progressive et par « étapes », veulent préparer la révolution démocratique bourgeoise, qui permettrait selon eux l'élévation du niveau de vie des masses, condition nécessaire à une révolution socialiste ultérieure. Or la bourgeoisie tient elle-même à faire alliance avec la monarchie : en effet, la bourgeoisie russe reste hostile à l’expropriation de la grande propriété foncière, et c’est précisément pour cette raison qu'elle est pour un compromis avec la monarchie, sur la base d’une constitution du type prussien.
Déjà à l'époque, Lénine considère la question agraire comme le problème central de la révolution démocratique en Russie. « Le nœud de la révolution russe, répète-t-il, c’est la question agraire. Il faut conclure à la défaite ou à la victoire de la révolution… selon la manière dont on apprécie la situation des masses dans la lutte pour la terre. »
À l’idée de Gueorgui Plekhanov d’une alliance du prolétariat avec la bourgeoisie libérale, Lénine oppose l’idée d’une alliance du prolétariat avec la paysannerie. Il proclame que la tâche de la collaboration révolutionnaire de ces deux classes est d’établir une « dictature démocratique » comme le seul moyen de purger radicalement la Russie du bric-à-brac féodal, de créer une couche de petits cultivateurs libres et d’ouvrir la voie au développement du capitalisme, non pas à la manière prussienne, mais américaine.
La victoire de la révolution, écrit-il, ne peut être accomplie que « par la dictature, parce que la réalisation des réformes qui sont immédiatement et absolument nécessaires au prolétariat et à la paysannerie provoquera une résistance désespérée chez les propriétaires fonciers, les grands bourgeois et le tsarisme. Sans dictature, il est impossible de briser cette résistance, de repousser les tentatives contre-révolutionnaires. Ce sera une dictature, non pas socialiste, mais démocratique. Elle ne pourra porter atteinte aux fondements du capitalisme (sans toute une série d’étapes intermédiaires dans le développement révolutionnaire). Elle pourra, dans le meilleur des cas, introduire une redistribution radicale de la propriété foncière en faveur de la paysannerie, établir une démocratie importante et complète allant jusqu’à la république, extirper tous les traits asiatiques [comprendre : autocratiques et autoritaires], tout le legs du servage, non seulement au village, mais aussi dans les usines, poser la base d’une amélioration sérieuse de la situation des ouvriers et de l’élévation de leur niveau de vie ; enfin, porter la conflagration [l'embrasement] révolutionnaire en Europe ».
En dépit des espoirs des mencheviks, la bourgeoisie considère de plus en plus que son rôle est de lutter contre la révolution. C'est dans les « soviets », c’est-à-dire les assemblées de délégués démocratiquement élus et révocables à tout instant comprenant les travailleurs, les soldats et les paysans pauvres, que les bolcheviks deviennent majoritaires.
Les bolcheviks accompagnent généralement les revendications du mouvement ouvrier : pour l'indexation des salaires sur l'inflation, contre la détérioration des conditions de travail, ou pour empêcher les patrons de renvoyer leurs ouvriers. Ils encouragent également les soldats à contester l'autorité de leurs officiers et les paysans à se partager les terres.

## Actions précédant la révolution d'Octobre
Selon certains auteurs, dès 1917, grâce à l'aide financière et logistique prêtée par l'Allemagne, qui cherche à déstabiliser la Russie dans le cadre de la Première Guerre mondiale, les bolcheviks peuvent compter sur plus de 2 millions de marks donnés par le gouvernement du kaiser Guillaume II, pour mener une ample propagande,. L'hypothèse d'un soutien financier allemand est au contraire réfutée par l'historien Alexandre Sumpf.
La décision du gouvernement provisoire issu de la révolution de février de poursuivre la guerre — deux millions de Russes étaient morts à cause de celle-ci — et son refus de répondre aux revendications du mouvement ouvrier le rendirent progressivement impopulaire, renforçant en conséquence ses adversaires.
À Petrograd, les suffrages pour les bolcheviks aux élections municipales et législatives passent de 20 % en mai à 33 % en août et 45 % en novembre. À Moscou, ils passent de 11 % en juin à 51 % en septembre. Dans les campagnes, le Parti bolchevik est cependant beaucoup moins influent. Les paysans, qui représentent la grande majorité de la population, sympathisent généralement avec le Parti socialiste révolutionnaire (ce parti participe au gouvernement provisoire, mais une scission intervient, aboutissant à la création du Parti socialiste-révolutionnaire de gauche, opposé à la guerre et proche des bolcheviques).
En juillet 1917, les manifestations de masse d'ouvriers et de soldats contre le gouvernement provisoire et sa décision de poursuivre la guerre entraînent une nouvelle vague de répression des bolcheviks. Le parti est temporairement interdit et nombre de ses représentants sont jetés en prison. Lénine et la majorité des hauts dirigeants parviennent à gagner la clandestinité, dans laquelle ils resteront jusqu'à la révolution d'Octobre.
Le général Kornilov tente un coup d’État afin d'instaurer un régime dictatorial nationaliste. Pour les bolcheviks, l'étape finale vers la conquête du pouvoir consiste paradoxalement à organiser la défense du gouvernement provisoire, mais de telle façon que ce dernier, qui ne sait pas comment s'opposer à la tentative de putsch, perde beaucoup en légitimité. Kornilov mis en échec, les bolcheviks décident de faire tomber le gouvernement. Néanmoins, certains de leurs dirigeants s'y opposent, tels Grigori Zinoviev et Lev Kamenev, qui argumentent au contraire en faveur d'un compromis avec le gouvernement.
La révolution d'Octobre s'avère plus pacifique que celle de février. Le chaos est moins important et les échanges de tirs moins nombreux. Pour cette raison, certains historiens jugent qu'il s'agit davantage d'un coup d’État. En effet, le comité militaire révolutionnaire du soviet de Petrograd est déjà favorable aux bolcheviks et ses décisions sont  suivies par de très nombreux ouvriers et soldats, parce que c'est un soviet qu'ils ont élu et dont ils pouvaient remplacer les membres. Ainsi, la plupart des soldats de la capitale se rallient à la décision des bolcheviks de renverser le gouvernement provisoire, contraignant celui-ci à fuir.

### Résistances politiques
Près de la moitié des bolcheviks devenus principaux leaders après la révolution d'Octobre ont, à un titre ou à un autre, lutté dans le passé contre la politique de Lénine. Le rassemblement de ces militants dans une même organisation ne signifiait pas pour autant la disparition de divergences prêtes à éclater sous les pressions de la situation sociale.
L'opposition de la tendance « Communiste de gauche » rebondit à compter de mars 1918 avec le débat entourant la signature du traité de Brest-Litovsk. Dans l'impossibilité de contrôler les territoires de l'Ouest de la Russie, sous occupation militaire allemande, Lénine propose d'accepter les termes de l'accord avec l'Allemagne. Il est soutenu par une faible partie du Comité Central mais ses manœuvres lui permettront d'obtenir l'approbation de ses positions et le rejet des propositions du groupe « Kommunist » pour une guerre révolutionnaire internationale. L'argumentation idéaliste des communistes de gauche s'opposait au pragmatisme de la direction des bolcheviks : pour les premiers, l'engagement dans une guerre révolutionnaire occuperait une bonne partie des troupes allemandes, accélérant la chute de la machine de guerre et l'avènement de la révolution allemande ; pour Lénine, une dispersion des forces bolcheviks risquait d'entraîner une défaite face aux forces réactionnaires internationales.
Plus généralement, les Communistes de gauche qualifiaient la politique léniniste de « médiation avec le capital national et international » et estimaient que c'est elle qui serait mortelle pour la révolution. Dans leur texte d'avril 1918, les Thèses sur le moment présent, ils écrivent : « La révolution des ouvriers russes ne peut pas « se sauver » en quittant le chemin de la révolution internationale et faisant des concessions au capital "patriotique" ».
Le 4 mars, le comité du parti bolchevik de Petrograd fait paraître le premier numéro de Kommunist, qui devient l'organe des Communistes de gauche. Leur opposition ne se limite pas à la question du traité germano-russe signé à Brest-Litovsk et est telle qu'ils envisagent de se séparer du parti bolchevik et de se battre sur leurs propres bases politiques dans une nouvelle organisation. « Le Parti devra vite décider jusqu'à quel degré la dictature d'individus devra être étendue des chemins de fer et d'autres branches de l'économie au Parti lui-même ».
Certains communistes de gauche (Smirnov, Nikolaï Ossinski, Sapronov, etc.) se retrouveront dans le groupe « Centralisme démocratique » à compter de 1919. En 1920, au IXe Congrès de mars-avril, ce groupe dénonce la centralisation et les méthodes autoritaires du Comité Central, le « centralisme bureaucratique » et le « centralisme autoritaire ». Les centralistes démocratiques, dont la revendication ne dépassera jamais le cadre de la démocratie interne du Parti, seront actifs dans la préparation et le déroulement du Xe Congrès. Mais leur rôle sera alors éclipsé par celui de « l'Opposition ouvrière ».
Anton Ciliga caractérise les « décistes » de cette époque comme « l'opposition de sa Majesté » : « sans vouloir se l'avouer, il opposait au léninisme de la période décadente de la révolution le Lénine de la période ascendante ». Ils purent ainsi se survivre une dizaine d'années, une partie d'entre eux se ralliant au léninisme, alors que d'autres allaient évoluer vers des positions voisines de celles du Groupe Ouvrier de Gavril Miasnikov.
Tout comme le groupe Centralisme démocratique, l'Opposition ouvrière se crée en 1919, mais à la différence de celui-ci, elle s'appuie sur une base ouvrière, principalement au travers des syndicats.

### «Bolchevisation» des partis communistes étrangers
La « bolchevisation », à partir de 1924 sous Staline, signifie la mise au pas des sections nationales du mouvement communiste pour qu'elles répercutent purement et simplement les points de vue du parti communiste d'Union Soviétique.
L'Internationale communiste (Komintern), créée en mars 1919 et qui sera dissoute en mai 1943,  luttait contre les tendances divergentes qui continuaient d'exister au sein de divers mouvements communistes. La bolchevisation a marqué la prise en main complète des partis nationaux par Moscou et a été le prétexte à de nombreuses exclusions.

## Liste de dirigeants bolcheviques
- Andreï Andreïev
- Lavrenti Beria
- Alexander Bogdanov
- Andreï Boubnov
- Nikolaï Boukharine
- Nikolaï Boulganine
- Alexandre Chliapnikov
- Nikolaï Chvernik
- Félix Dzerjinski
- Mikhaïl Frounze
- Andreï Jdanov
- Lazare Kaganovitch
- Mikhaïl Kalinine
- Lev Kamenev
- Nikita Khrouchtchev
- Sergueï Kirov
- Alexandra Kollontaï
- Vladimir Ilitch Lénine
- Gueorgui Malenkov
- Gavril Miasnikov
- Anastase Mikoyan
- Viatcheslav Molotov
- Grigory Ordjonikidze
- Moïsseï Ouritsky
- Gueorgui Piatakov
- Karl Radek
- David Riazanov
- Ian Roudzoutak
- Alexeï Rykov
- Joseph Vissarianovitch Djougachvili-Staline
- Iakov Sverdlov
- Mikhaïl Tomsky
- Lev Davidovitch Bronstein-Trotsky
- Kliment Vorochilov
- Grigory Ievseïevitch Zinoviev

## Acception péjorative
Depuis la révolution d'Octobre, les mots « bolchevik » et « bolchevisme » ont été utilisés non seulement en référence aux bolcheviks au sens strict du terme  mais aussi pour désigner les communistes en général, avec une connotation fréquemment péjorative. Ils ne sont que progressivement tombés en désuétude, au cours des années 2000 ; l'abréviation insultante « bolcho » en est le dernier avatar.[réf. nécessaire]